# Ioan Berchmans
Ioan Berchmans (n. 13 martie 1599, Diest (Brabant) – d. 13 august 1621, Roma) a fost un călugăr iezuit, student la filozofie. În anul 1888 a fost canonizat de papa Leon al XIII-lea și declarat patron al studenților, împreună cu Aloysius Gonzaga și Stanislaus Kostka.